# 纳皮尔场 (阿拉巴马州)
纳皮尔场（Napier Field），是美国阿拉巴马州下属的一座城市。面积约为0.26平方英里（约合0.67平方公里）。根据2010年美国人口普查，该市有人口354人，人口密度为1,366.80/平方英里（约合528.36/平方公里）。该地名源于英国数学家约翰·纳皮尔。